# Cryptophilus integer
Cryptophilus integer är en skalbaggsart som beskrevs av Oswald Heer 1841. Enligt Catalogue of Life ingår Cryptophilus integer i släktet Cryptophilus och familjen Languriidae, men enligt Dyntaxa är tillhörigheten istället släktet Cryptophilus och familjen trädsvampbaggar. Arten har ej påträffats i Sverige. Inga underarter finns listade i Catalogue of Life.